# Więźniowie polityczni w Polsce
Więźniowie polityczni w Polsce i na ziemiach polskich (pod administracją innych państw) istnieli przez większą część XIX i XX wieku. 

## Historia
W XIX wieku niektórzy polscy więźniowie polityczni zaczęli wykorzystywać swoją sytuację w więzieniu do działań politycznych. Zjawisko to stało się widoczne już po powstaniu wielkopolskim z 1848 roku. Pierwsza socjalistyczna partia Imperium Rosyjskiego, I Proletariat, ustanowiła kulturę i tradycję więźniów politycznych w Królestwie Kongresowym i wykorzystywała ich uwięzienie w celach agitacyjno-propagandowych, a kategoria więźniów politycznych była nawet półoficjalnie uznana i specjalnie (ulgowo) traktowana przez władze zaborcze. 
Więźniowie polityczni istnieli również w okresie międzywojennym w II Rzeczypospolitej (Miejsce Odosobnienia w Berezie Kartuskiej, gdzie większość więźniów politycznych stanowili działacze komunistyczni), podczas okupacji niemieckiej w czasie II wojny światowej (w Oświęcimiu nosili tzw. czerwone trójkąty) oraz w okresie powojennym w PRL-u. W późniejszych okresach sytuacja więźniów politycznych uległa pogorszeniu; gdy w zaborze rosyjskim więźniowie polityczni byli często lepiej traktowani od więźniów kryminalnych, w okresie stalinowskim różnice w traktowaniu zatarły się.

## Obecnie
Politycy Prawa i Sprawiedliwości oraz prezydent Andrzej Duda nazywali więźniami politycznymi Mariusza Kamińskiego i Macieja Wąsika (to byli szefowie CBA, należący do Prawa i Sprawiedliwości, których prezydent Andrzej Duda dwukrotnie ułaskawił). Sprzeciw wobec stosowania takiego nazewnictwa wyraziło wielu prawników oraz organizacja Amnesty International.

## Więźniowie polityczni a więźniowie sumienia
Pojęcie więźnia politycznego jest bliskie pojęciu więźnia sumienia. Jeszcze w 1994 r. osoby sprzeciwiające się obowiązkowej służbie wojskowej w Polsce nadal przebywały w więzieniu przez okres roczny (podobnie jak za czasów PRL-owskich) i były uznawane przez Amnesty International za więźniów sumienia. Pobór przymusowy w Polsce zniesiono w 2009 r.